# Gelasiense
| Era Eratema | Periodo Sistema | Época Serie | Subépoca Subserie   | Edad Piso                                  | Inicio, en millones de años |
| ----------- | --------------- | ----------- | ------------------- | ------------------------------------------ | --------------------------- |
| Cenozoico   | Cuaternario     | Holoceno    | Tardío / Superior   | Megalayense Megalayiano                    | 0,0042                      |
| Cenozoico   | Cuaternario     | Holoceno    | Medio               | Norgripiense Norgripiano                   | 0,0082                      |
| Cenozoico   | Cuaternario     | Holoceno    | Temprano / Inferior | Groenlandiense Groenlandiano               | 0,0117                      |
| Cenozoico   | Cuaternario     | Pleistoceno | Tardío / Superior   | Superior / Tardío (Tarantiense Tarantiano) | 0,129                       |
| Cenozoico   | Cuaternario     | Pleistoceno | Medio               | Chibaniense Chibaniano                     | 0,774                       |
| Cenozoico   | Cuaternario     | Pleistoceno | Temprano / Inferior | Calabriense Calabriano                     | 1,80                        |
| Cenozoico   | Cuaternario     | Pleistoceno | Temprano / Inferior | Gelasiense Gelasiano                       | 2,58                        |
| Cenozoico   | Neógeno         | Neógeno     | Neógeno             | Neógeno                                    | 23,03                       |
| Cenozoico   | Paleógeno       | Paleógeno   | Paleógeno           | Paleógeno                                  | 66                          |

El Gelasiense o Gelasiano es el primer piso y edad del Pleistoceno, y por tanto del Cuaternario, en la escala temporal geológica. Sucede al Piacenziense (último piso del Plioceno) y precede al Calabriense. Se inició hace unos 2,58 millones de años y termina hace 1,80 millones de años. Junto al Calabriense forma la subserie Pleistoceno Inferior (subépoca Pleistoceno Temprano).
El Gelasiense se ubicó inicialmente como último piso del Plioceno, pero puesto que algunos episodios de enfriamiento y glaciación, característicos del Cuaternario comienzan en el Gelasiano, la Unión Internacional para la Investigación del Cuaternario (INQUA) propuso que el Gelasiense fuese transferido del Plioceno al Pleistoceno, como primer piso del Cuaternario. Asimismo el inicio del Cuaternario coincidirá entonces con la inversión magnética Gauss-Matuyama, evento que facilita las correlaciones magnetoestratigráficas.
El Gelasiense se correlaciona con el período que abarca el depósito de Red Crag de Butley y Newbourn, y de Norwich Crag y Weybourn Crag, todos en Anglia Oriental (Inglaterra). Además, el Gelasiano es equivalente a los pisos regionales Praetigliense y Tigliense, tal como se definen en los Países Bajos.

## Sección estratotipo y punto de límite global (GSSP)
La sección estratotipo y punto de límite global (GSSP) para la base del Gelasiense se encuentra en el monte San Nicola, entre los   municipios de Butera y Gela (Sicilia, Italia), localidad esta última de la que deriva el nombre del piso. El GSSP y el nombre de Gelasiense fueron ratificados por la Unión Internacional de Ciencias Geológicas en agosto de 1996.
El paso del Gelasiense al Pleistoceno (Cuaternario) fue aprobado por la Comisión Estratigráfica Internacional y posteriormente ratificado por la Unión Internacional de Ciencias Geológicas en junio de 2009.